# Cortina sulla Strada del Vino
Cortina sulla Strada del Vino (Kurtinig an der Weinstraße in tedesco) è un comune italiano di 668 abitanti della provincia autonoma di Bolzano in Trentino-Alto Adige.

## Origini del nome
Il toponimo è attestato dal 1276 come "Cortinegum, Cortinie", nel 1359 come "Curtinie" e nel 1525 come "Curtinig" e deriva dal latino curtis ("corte").

## Storia
Nel 1948 è passato dalla Provincia autonoma di Trento, alla quale era stato annesso durante il Ventennio, per facilitare l'italianizzazione voluta dal governo italiano, alla Provincia autonoma di Bolzano, in seguito a manifestazioni di protesta della popolazione della Bassa Atesina ed all'introduzione del primo statuto d'autonomia, che implementava in parte l'accordo De Gasperi-Gruber.

### Simboli
Lo stemma rappresenta nella metà inferiore un muro merlato d'argento, con portale, sopra una fascia azzurra; nella metà superiore, mezza stella ad otto punte e la luna crescente, entrambi di colore argento su sfondo rosso. Il muro merlato è quello fatto costruire per proteggere il villaggio dalle esondazioni del fiume Adige, la stella e la mezzaluna sono un richiamo allo stemma dei Conti di Appiano (Grafen von Eppan) a cui il villaggio apparteneva.

## Monumenti e luoghi d'interesse
- Chiesa parrocchiale di San Martino Vescovo, costruita nel XV secolo e ampliata nel 1899.

## Società

### Ripartizione linguistica
Nel censimento del 2024 più di due terzi della sua popolazione, si sono dichiarati in maggioranza di madrelingua tedesca:
| Ripartizione linguistica | 1971   | 1981   | 1991   | 2001   | 2011   | 2024   |
| ------------------------ | ------ | ------ | ------ | ------ | ------ | ------ |
| Madrelingua italiana     | 37,16% | 29,49% | 30,67% | 30,55% | 31,15% | 27,67% |
| Madrelingua tedesca      | 62,64% | 69,84% | 69,33% | 68,92% | 68,67% | 72,00% |
| Madrelingua ladina       | 0,19%  | 0,67%  | 0,00%  | 0,53%  | 0,17%  | 0,33%  |

### Evoluzione demografica
Abitanti censiti

## Infrastrutture e trasporti
Il paese si trova lungo la Strada del Vino dell'Alto Adige, un percorso pubblicizzato con appositi cartelli, lungo il quale insistono valori naturali, culturali e ambientali, vigneti e cantine di aziende agricole singole o associate aperte al pubblico. Accanto a questa, transita la ciclabile dell'Oltradige.

## Amministrazione
| Periodo | Periodo   | Primo cittadino   | Partito | Carica  | Note |
| ------- | --------- | ----------------- | ------- | ------- | ---- |
| 2005    | 2010      | Walter Giacomozzi | SVP     | Sindaco |      |
| 2010    | in carica | Manfred Mayr      | SVP     | Sindaco |      |